# پاک‌سازی روده
پاک‌سازی روده (به انگلیسی: Colon cleansing) به نوعی پزشکی جایگزین گفته می‌شود که ادعا در تمیز کردن روده انسان دارد و نباید با سم زدایی روده که قبل از اعمال جراحی انجام می‌گیرد اشتباه گرفته شود. برخی از این پاک‌سازی‌ها از آب درمانی استفاده می‌کنند که در آن آب و مایعات دیگر، از طریق مقعد و توسط لوله‌هایی، به درون روده‌ها فرستاده می‌شود. افرادی که عمل پاک‌سازی روده را انجام می‌دهند مدعی هستند که مدفوعی که به دیواره روده بزرگ چسبیده باعث بیماری‌های گوناگونی می‌شود.
تا کنون (۲۰۱۴) هیچ مطالعه علمی تاثیر مثبت استفاده از پاک‌سازی روده را اثبات نکرده است.